# Časová značka
Časová značka (anglicky timestamp) je sekvence znaků, které vyjadřují čas vzniku nějaké události. Nejčastěji jde o datum a čas, někdy až s přesností na zlomky sekundy. Označení je odvozeno od poštovních razítek, které obsahují datum přijetí zásilky k přepravě či od datumových razítek se dnem přijetí dokumentu (např. v podatelně).
Běžným příkladem mohou být již zmíněná poštovní razítka, avšak v moderní době jsou časové značky často používány v počítačích. Například soubor obvykle obsahuje čas své poslední změny nebo digitální fotoaparát vkládá automaticky datum do rohu vyfoceného snímku. Časové značky jsou důležitým prvkem zabezpečení přenosu dat v počítačových sítích a kryptografii (viz časové razítko).